# سارا دونان
سارا دونان (بالإنجليزية: Sarah Dunant)‏ (8 أغسطس 1950، لندن في المملكة المتحدة)؛ صحفية، كاتِبة وروائية بريطانية.